# Trofeo Joan Gamper 1993
El Trofeo Joan Gamper 1993 fue la vigesimoctava edición del torneo amistoso de fútbol homónimo, disputado con la modalidad de un cuadrangular, en el cual se jugaban dos semifinales, el partido final y el encuentro por el tercer puesto y cuarto puesto. El torneo se realizó en la ciudad de Barcelona, capital de Cataluña, en España. Los participantes fueron los clubes españoles Fútbol Club Barcelona y Club Deportivo Tenerife, el francés Girondins de Burdeos, y el croata Hajduk Split.
En el partido inaugural el Fútbol Club Barcelona derrotó 4-0 a Hajduk Split, y el Club Deportivo Tenerife venció por 3-1 al Girondins de Burdeos. Los ganadores de los partidos pasaron a la final y los perdedores jugaron un partido por el tercer y cuarto puesto. En el partido por el tercer y cuarto puesto, el Girondins de Burdeos se quedó con el tercer lugar del torneo, tras vencer a Hajduk Split 2-0. En la final, el Club Deportivo Tenerife derrotó 1-3 al Fútbol Club Barcelona y se consagró campeón por primera vez.

## Antecedentes
El Trofeo Joan Gamper es un torneo amistoso de fútbol que organiza el Fútbol Club Barcelona anualmente. El torneo comenzó en 1966 gracias a la iniciativa de Enric Llaudet, por entonces presidente del club. La denominación es en honor al fundador del club, y presidente en cinco ocasiones, Hans Gamper. Se disputa en el Camp Nou durante la segunda quincena del mes de agosto.
El Tenerife entrenado por Jorge Valdano fue invitado por su colaboración en los dos campeonatos de Primera División conseguidos por el Barcelona en la temporada 1991-92 y la 1992-93. El equipo isleño ganó en la última jornada al Real Madrid, que era líder en ambas ocasiones, y este, al perder los partidos, bajó al segundo puesto; este hecho es conocido como «las Ligas de Tenerife». El Hajduk Split fue invitado por su «gran palmarés» conseguido en su país y por el traspaso del mediocentro yugoslavo Goran Vučević al equipo barcelonés. Por su parte, el Girondins de Burdeos fue invitado por quedar subcampeón en la Ligue 1.

## Llaves

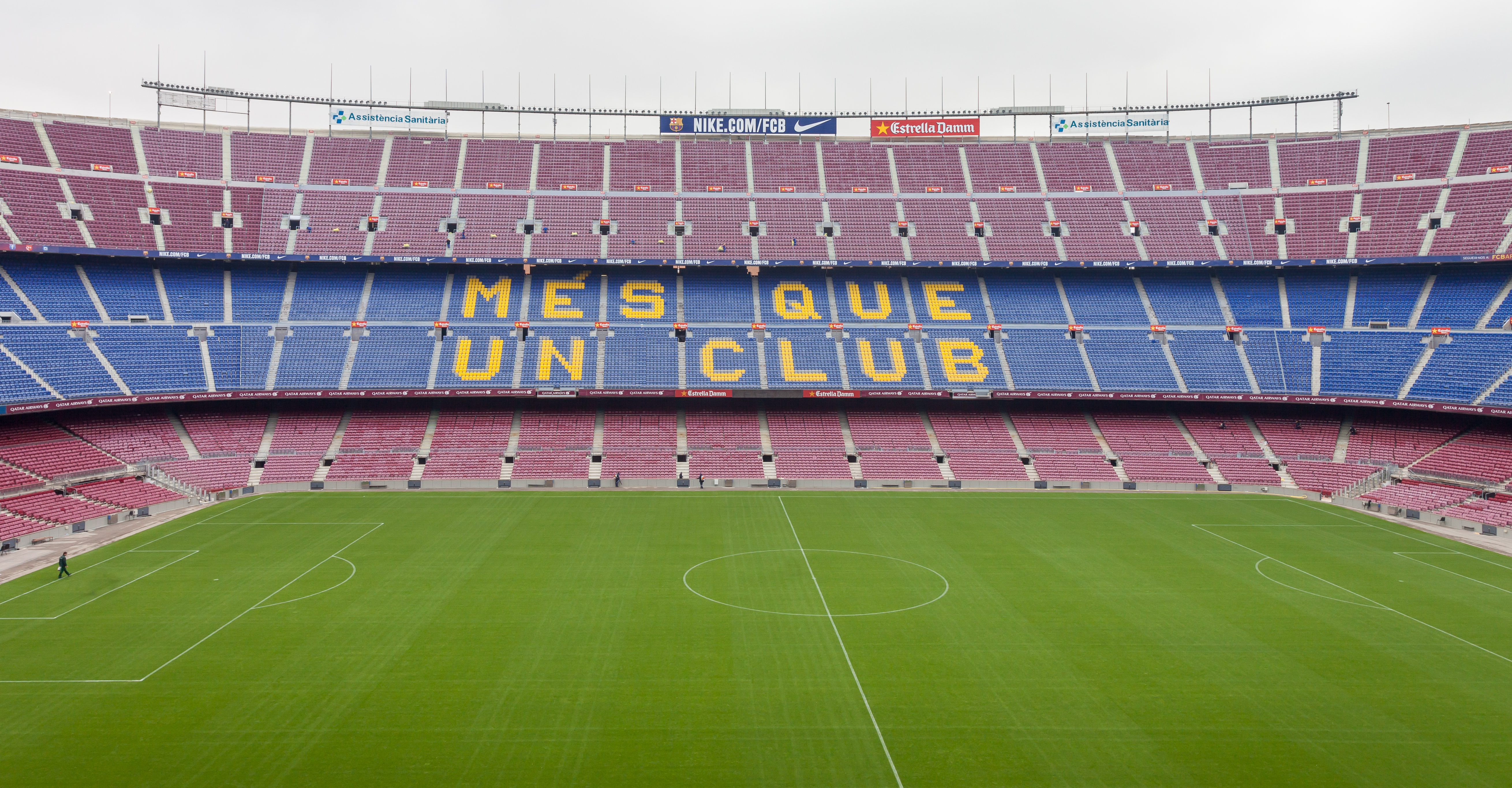
Foto del Camp Nou

Las fechas del torneo se programaron en semifinales, final y tercer y cuarto puesto para el 24 de agosto y 25 de agosto. Todos los partidos se disputaron en el Camp Nou.
|  | Semifinales             | Semifinales  |   |                      | Final         | Final |  |
|  |                         |              |   |                      |               |       |  |
|  |                         |              |   |                      |               |       |  |
|  | 24 de agosto            |              |   |                      |               |       |  |
|  | FC Barcelona            | 4            |   |                      |               |       |  |
|  | Hajduk Split            | 0            |   |                      |               |       |  |
|  |                         |              |   |                      |               |       |  |
|  |                         |              |   |                      | 25 de agosto  |       |  |
|  |                         |              |   |                      | FC Barcelona  | 1     |  |
|  |                         | CD Tenerife  | 3 |                      |               |       |  |
|  |                         |              |   |                      |               |       |  |
|  |                         |              |   |                      |               |       |  |
|  |                         |              |   |                      | Tercer puesto |       |  |
|  | 24 de agosto            | 24 de agosto |   | 25 de agosto         | 25 de agosto  |       |  |
|  | CD Tenerife             | 3            |   | Girondins de Burdeos | 2             |       |  |
|  | FC Girondins de Burdeos | 1            |   |                      | Hajduk Split  | 0     |  |

## Desarrollo
Los ganadores de los partidos pasaron a la final y los perdedores se enfrentaron para decidir el tercer y cuarto puesto. Los triunfos del Fútbol Club Barcelona y el Club Deportivo Tenerife en sus duelos iniciales les permitieron avanzar a la final. Girondins de Burdeos y Hajduk Split definieron el puesto por el tercer y cuarto puesto.

### Semifinales
Se enfrentaron CD Tenerife y Girondins de Burdeos por un pase a la final. El conjunto de Burdeos se adelantó en el minuto 15 con un tanto de Stéphane Paille. Uno de los jugadores que debutaron en el equipo de la tinerfeño fue Antonio Pinilla, que marcó dos goles, en el minuto 31 y el 56, y le dio la vuelta el partido. En el minuto 71 marcó Toni González y sentenció el partido con un 3-1 favorable al Tenerife. El partido finalizó y el Tenerife pasó a la final, mientras que el Girondins pasó al partido para definir el tercer puesto.
| 24 de agosto de 1993 20:00 horas | CD Tenerife                              | 3:1 (1:1) | Girondins de Burdeos | Estadio Camp Nou, Barcelona |  |
|                                  | - Pinilla min.31, min.56' - Toni min.71' |           | - Paille min.15'     |                             |  |

En el partido entre el FC Barcelona y el Hajduk Split se destacó el debut de Romário, delantero fichado del PSV Eindhoven, el brasileño marcó un hat-trick. A los 20 minutos Romário abrió el marcador y puso el 1-0, llegó el descanso y pocos minutos después Ronald Koeman marcó un penal que supuso el 2-0, pitado por un derribe en el área sobre Hristo Stoichkov, al gol de penalti se le sumarían dos goles de Romário el minuto 82 y el 85. El partido terminó con un 4-0, el Barcelona pasó a la final y el Hajduk Split pasó al partido por el tercer puesto contra el Girondins de Burdeos.
| 24 de agosto de 1993 22:00 horas | FC Barcelona                                           | 4:0 (1:0) | Hajduk Split | Estadio Camp Nou, Barcelona     |                                 |
|                                  | - Romário min.21, min.82, min.85' - Koeman (p.)min.48' |           |              | Asistencia: 30.000 espectadores | Asistencia: 30.000 espectadores |

### Tercer y cuarto puesto
Tras haber perdido en semifinales, el Girondins de Burdeos y el Hajduk Split jugaron un partido para decidir el tercer  y cuarto puesto. El Girondins de Burdeos ganó 2-0 gracias a los goles de Zidane, en el minuto 24, y de Stéphane Paille en el 60. El partido finalizó y el Girondins de Burdeos se llevó el tercer puesto, y el Hajduk Split, que no marcó ningún gol en el torneo, quedó cuarto.
| 25 de agosto de 1993 20:00 horas | Girondins de Burdeos              | 2:0 (1:0) | Hajduk Split | Estadio Camp Nou, Barcelona |  |
|                                  | - Zidane min.24' - Paille min.60' |           |              |                             |  |

### Final
Tras haberse jugado el partido por el tercer puesto, se disputó la final, entre el FC Barcelona y el CD Tenerife. En el minuto 20 tras un disparo de Antonio Pinilla que entró en la portería defendida por el vasco Andoni Zubizarreta, que no pudo parar el tiro y evitar el gol que supuso el 0-1, en el minuto 24 otro disparo de Antonio Pinilla supondría el 0-2 a favor del Tenerife. Media hora después fue expulsado César Gómez, defensa del equipo tinerfeño. En el minuto 79, Romário que marcó tres goles en su primer partido del torneo, marcó un gol que supondría el 1-2. Pero pocos minutos después, en el 82, Chano marcó el gol que supuso el 1-3. El partido terminó y el Tenerife celebró el título.
| 25 de agosto de 1993 22:00 horas | FC Barcelona      | 1:3 (0:2) | CD Tenerife                               | Estadio Camp Nou, Barcelona     |                                 |
|                                  | - Romário min.79' |           | - Pinilla min.20, min.24' - Chano min.82' | Asistencia: 60.000 espectadores | Asistencia: 60.000 espectadores |

## Consecuencias
Como consecuencia de su triunfo 1-3 sobre el club local, el Tenerife obtuvo el título. Los lugares siguientes fueron para el finalista Barcelona, Girondins de Burdeos y Hajduk Split. Además del Trofeo Teide 1992 y 1993 a nivel amistoso, la copa amistosa disputada en Barcelona fue el último logro en el Tenerife del entrenador Jorge Valdano, que dejaría de ser entrenador del club el 30 de junio de 1994 al no renovar.

## Anotadores

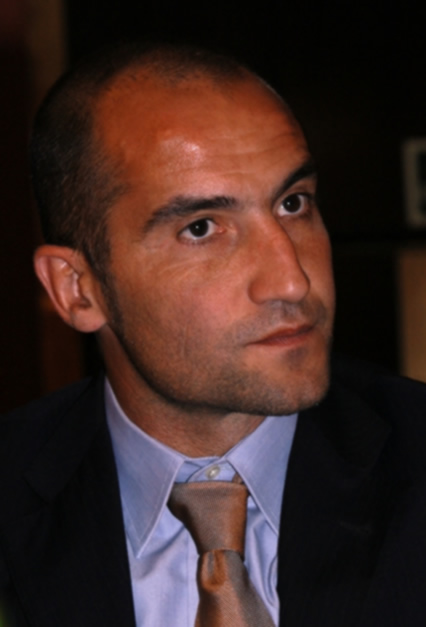
Antonio Pinilla

En el torneo hubo un total de 14 goles repartidos en tres equipos, el Hajduk Split no consiguió marcar ningún gol. A continuación los siguientes jugadores que anotaron para su equipo durante el torneo:
| Jugador         | Equipo                  | Goles |
| --------------- | ----------------------- | ----- |
| Romário         | Fútbol Club Barcelona   | 4     |
| Antonio Pinilla | Club Deportivo Tenerife | 4     |
| Stéphane Paille | Girondins de Burdeos    | 2     |
| Chano           | Club Deportivo Tenerife | 1     |
| Zinedine Zidane | Girondins de Burdeos    | 1     |
| Toni            | Club Deportivo Tenerife | 1     |
| Koeman          | Fútbol Club Barcelona   | 1     |